# Flamenco (Culebra)
Flamenco es un barrio ubicado en la isla-municipio de Culebra en el estado libre asociado de Puerto Rico. En el Censo de 2010 tenía una población de 1048 habitantes y una densidad poblacional de 5,27 personas por km².

## Geografía

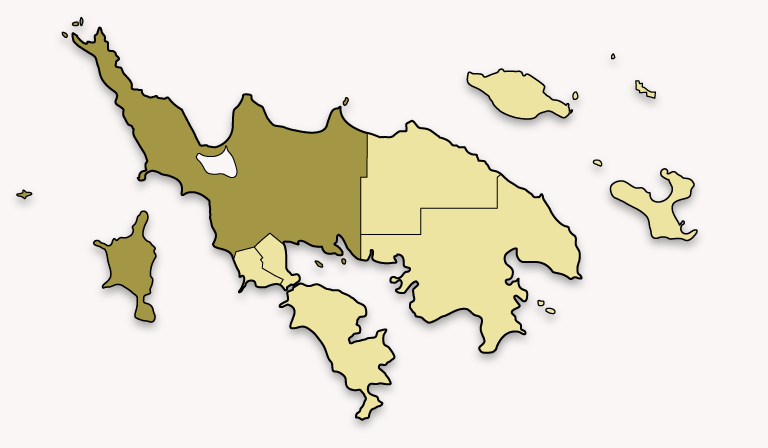
Ubicación del barrio de Flamenco en el municipio de Culebra

Flamenco se encuentra ubicado en las coordenadas 18°20′56″N 65°20′44″O / 18.34889, -65.34556. Según la Oficina del Censo de los Estados Unidos, Flamenco tiene una superficie total de 198,83 km², de la cual 12,63 km² corresponden a tierra firme y 186,2 km² (93,65%) es agua.

## Demografía
Según el censo de 2010, había 1048 personas residiendo en Flamenco. La densidad de población era de 5,27 hab./km². De los 1048 habitantes, Flamenco estaba compuesto por el 54,58% blancos, el 25,29% eran negros, el 1,43% eran amerindios, el 0,29% eran asiáticos, el 4,2% eran de otras razas y el 14,22% pertenecían a dos o más razas. Del total de la población el 93,99% eran hispanos de cualquier raza.

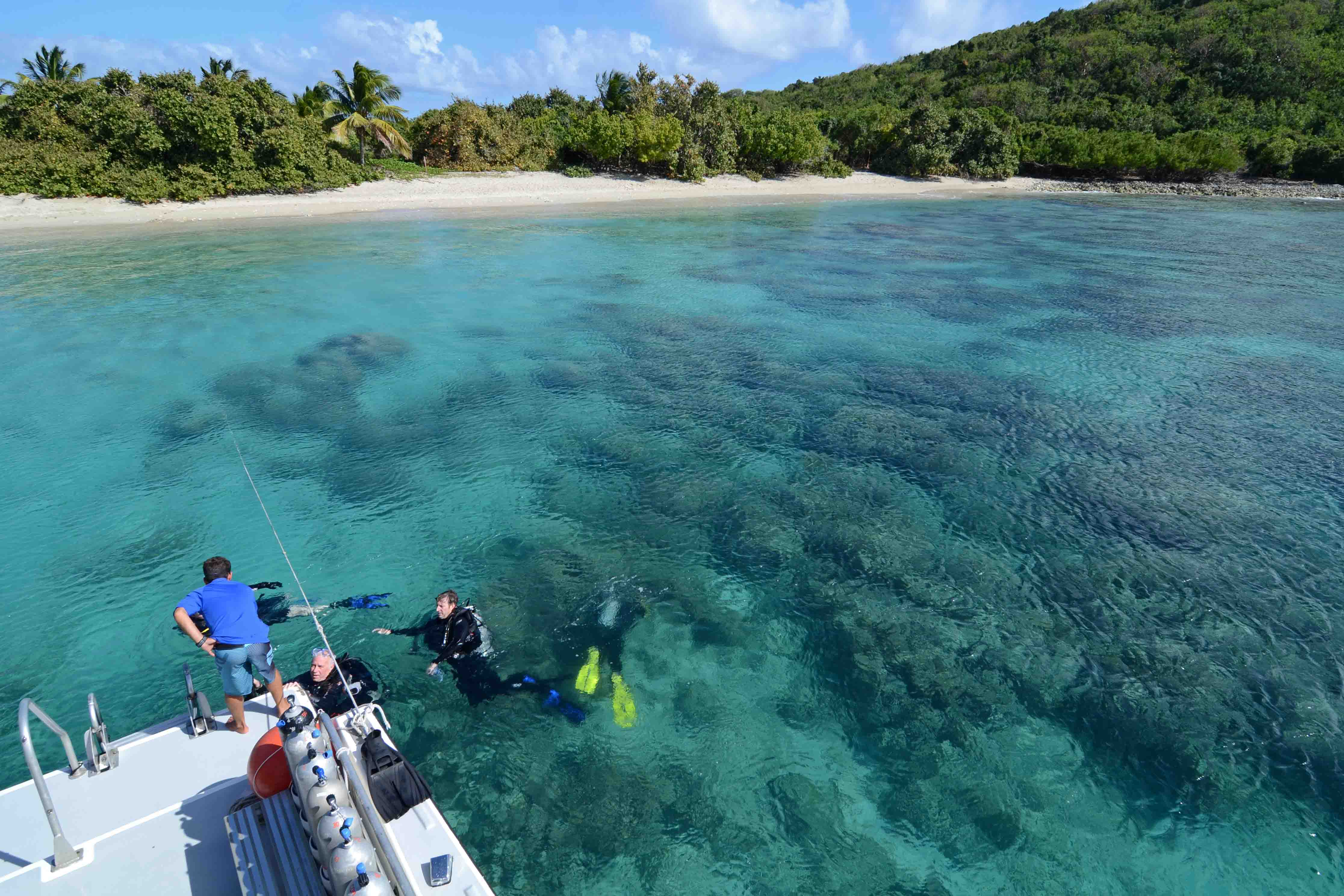
Flamenco visto desde un barco de buceo
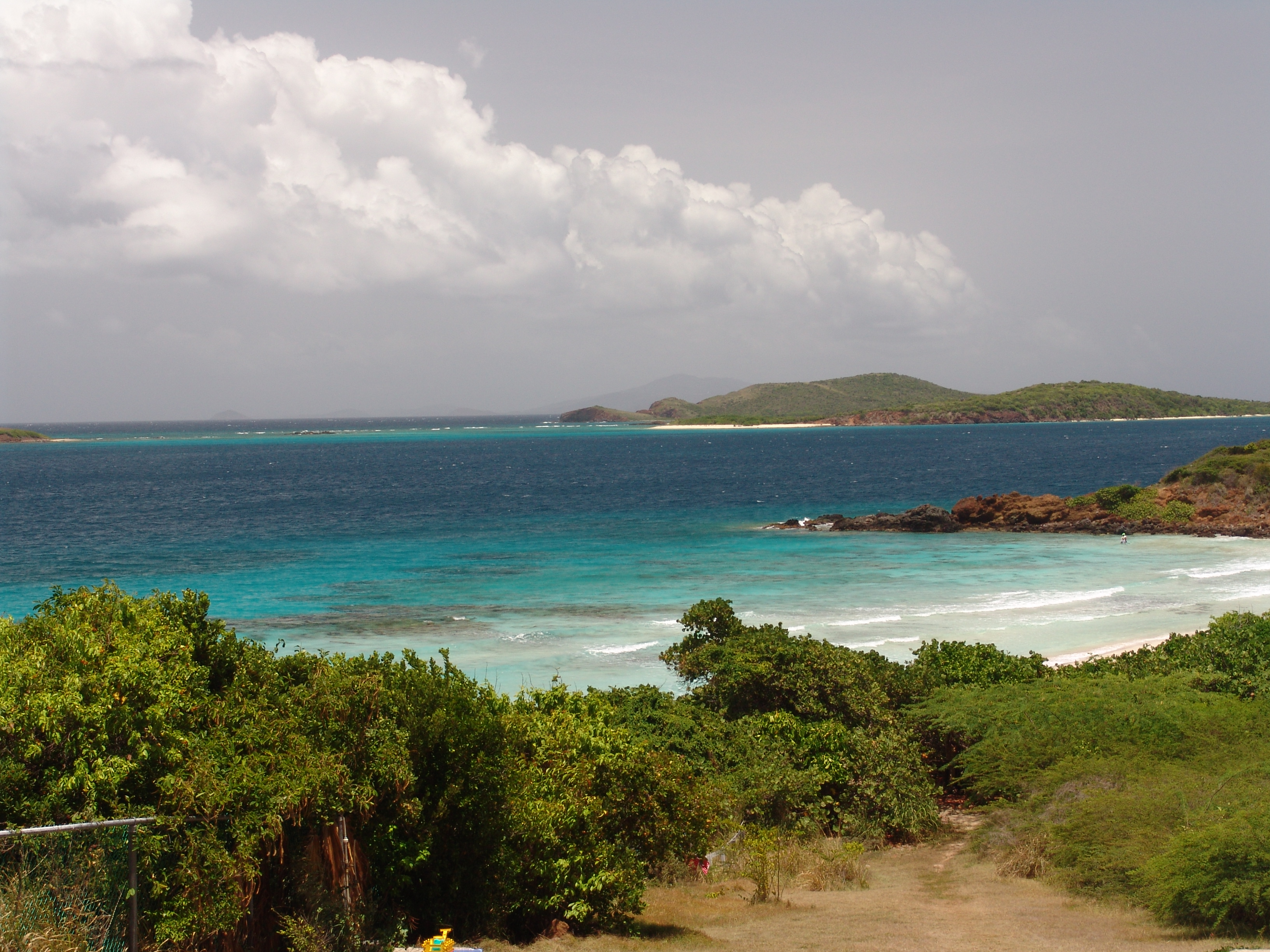
Playa en Flamenco
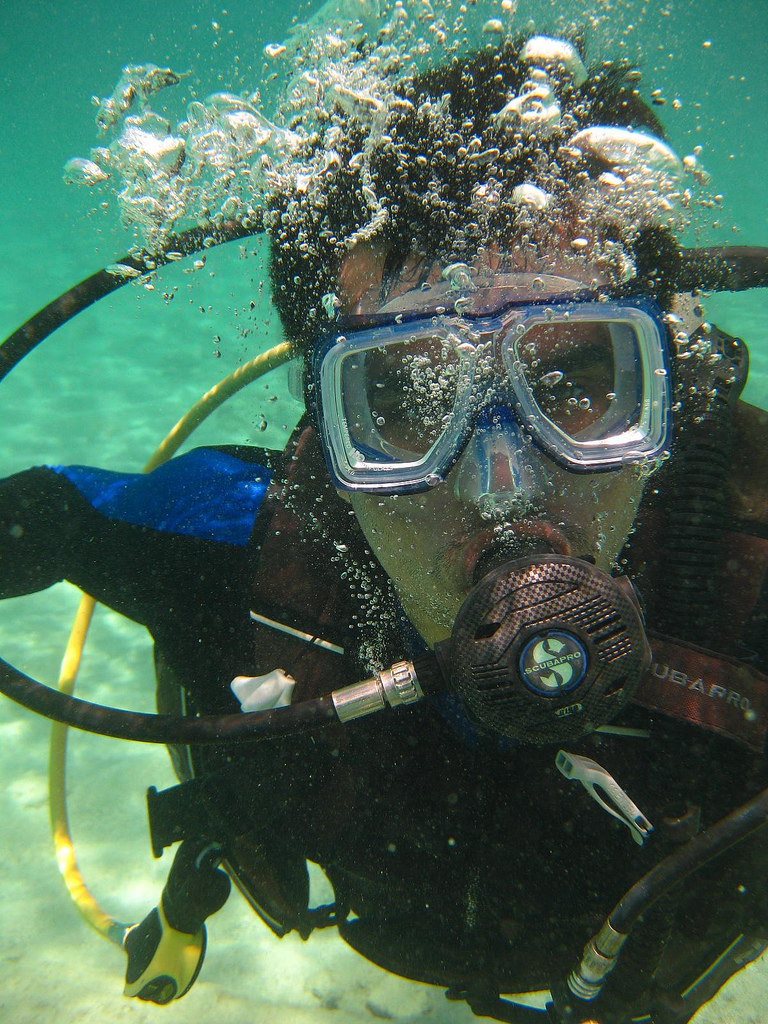
Buceo en Flamenco